# Sorokyne
Sorokyne (ukr. Сорокине), od 1938 do 2016 Krasnodon (ros. Краснодон) – miasto w obwodzie ługańskim Ukrainy (Donieckie Zagłębie Węglowe), de facto pod kontrolą nieuznanej Ługańskiej Republiki Ludowej.
Stacja kolejowa, wydobycie węgla kamiennego.

## Historia
W 1930 roku zaczęto wydawać gazetę.
Miasto od 1938.
Od 19 lipca 1942 roku do stycznia 1943 roku miasto było pod okupacją hitlerowską, działała  w nim wówczas podziemna organizacja „Młoda Gwardia” (ros. Молодая гвардия; w niej m.in. Bohaterowie Związku Radzieckiego: Iwan Turkienicz, Lubow Szewcowa, Uljana Gromowa, Oleg Koszewoj).
W 1989 roku Krasnodon zamieszkiwało 52 885 mieszkańców.
Do 1997 istniały w nim dwie wyższe uczelnie techniczne (№ 28 i № 86). W maju 1997 wyższe uczelnie № 86 zostało zlikwidowano.
W 2013 liczyło 44 283 mieszkańców.
Od 2014 roku miejscowość znajduje się pod kontrolą Ługańskiej Republiki Ludowej.
12 maja 2016 roku władze ukraińskie przywróciły nazwę Sorokyne.